# 24 Horas de Le Mans 2008
Las 24 Horas de Le Mans 2008 (24 Heures du Mans 2008) fue la 76.ª edición del Gran Premio de resistencia, que tuvo lugar del 14 hasta el 15 de junio de 2008 en el Circuito de la Sarthe, Le Mans, Francia, fue organizado por el Automobile Club de l'Ouest (ACO).

## Resultados de la clasificación
Los líderes de la clase están en negrita. La vuelta más rápida de cada coche esta en gris.
| Pos | N.º | Equipo                         | Auto                            | Clase | Día 1    | Día 2    | Brecha  |
| --- | --- | ------------------------------ | ------------------------------- | ----- | -------- | -------- | ------- |
| 1   | 8   | Team Peugeot Total             | Peugeot 908 HDI FAP             | LMP1  | 3:18.513 | 3:20.566 |         |
| 2   | 9   | Peugeot Sport Total            | Peugeot 908 HDI FAP             | LMP1  | 3:18.682 | 3:24.966 | +0.169  |
| 3   | 7   | Team Peugeot Total             | Peugeot 908 HDI FAP             | LMP1  | 3:20.451 | 3:21.490 | +1.938  |
| 4   | 2   | Audi Sport North America       | Audi R10 TDI                    | LMP1  | 3:24.105 | 3:23.847 | +5.334  |
| 5   | 3   | Audi Sport Team Joest          | Audi R10 TDI                    | LMP1  | 3:24.287 | 3:26.432 | +5.774  |
| 6   | 10  | Charouz Racing System          | Lola B08/60-Aston Martin        | LMP1  | 3:34.211 | 3:25.158 | +6.645  |
| 7   | 1   | Audi Sport North America       | Audi R10 TDI                    | LMP1  | 3:27.580 | 3:25.289 | +6.776  |
| 8   | 11  | Dome Racing Team               | Dome S102                       | LMP1  | 3:29.352 | 3:26.928 | +8.415  |
| 9   | 16  | Pescarolo Sport                | Pescarolo 01-Judd               | LMP1  | 3:28.533 | 3:32.407 | +10.020 |
| 10  | 5   | Team Oreca-Matmut              | Courage-Oreca LC70-Judd         | LMP1  | 3:30.490 | 3:32.176 | +11.977 |
| 11  | 17  | Pescarolo Sport                | Pescarolo 01-Judd               | LMP1  | 3:30.618 | 3:30.905 | +12.105 |
| 12  | 12  | Charouz Racing System          | Lola B07/17-Judd                | LMP1  | 3:31.910 | 3:31.135 | +12.622 |
| 13  | 6   | Team Oreca-Matmut              | Courage-Oreca LC70-Judd         | LMP1  | 3:31.243 | 3:33.139 | +12.730 |
| 14  | 34  | Van Merksteijn Motorsport      | Porsche RS Spyder Evo           | LMP2  | 3:34.078 | 3:32.301 | +13.788 |
| 15  | 21  | Epsilon Euskadi                | Epsilon Euskadi EE1             | LMP1  | 3:41.526 | 3:32.939 | +14.426 |
| 16  | 31  | Team Essex                     | Porsche RS Spyder Evo           | LMP2  | 3:33.441 | 3:38.621 | +14.928 |
| 17  | 20  | Epsilon Euskadi                | Epsilon Euskadi EE1             | LMP1  | 3:39.158 | 3:34.281 | +15.768 |
| 18  | 18  | Rollcentre Racing              | Pescarolo 01-Judd               | LMP1  | 3:35.450 | 3:35.020 | +16.507 |
| 19  | 32  | Barazi-Epsilon                 | Zytek 07S/2                     | LMP2  | 3:35.344 | 3:44.555 | +16.831 |
| 20  | 33  | Speedy Racing Team Sebah       | Lola B08/80-Judd                | LMP2  | 3:35.401 | –        | +16.888 |
| 21  | 14  | Creation Autosportif           | Creation CA07-AIM               | LMP1  | 3:35.994 | 3:39.638 | +17.481 |
| 22  | 24  | Terramos                       | Courage-Oreca LC70-Judd         | LMP1  | 3:37.560 | 3:40.318 | +19.047 |
| 23  | 19  | Chamberlain-Synergy Motorsport | Lola B06/10-AER                 | LMP1  | 3:38.024 | 3:43.492 | +19.511 |
| 24  | 45  | Embassy Racing                 | Embassy WF01                    | LMP2  | 3:39.926 | 3:49.019 | +21.413 |
| 25  | 25  | Ray Mallock Ltd.               | MG-Lola EX265                   | LMP2  | 3:44.188 | 3:40.027 | +21.514 |
| 26  | 40  | Quifel ASM Team                | Lola B05/40-AER                 | LMP2  | 3:41.193 | 3:44.074 | +22.680 |
| 27  | 4   | Saulnier Racing                | Pescarolo 01-Judd               | LMP1  | 3:46.666 | 3:42.162 | +23.649 |
| 28  | 35  | Saulnier Racing                | Pescarolo 01-Judd               | LMP2  | 3:42.545 | 4:10.588 | +24.032 |
| 29  | 41  | Trading Performance            | Zytek 07S/2                     | LMP2  | 3:46.773 | 3:43.148 | +24.635 |
| 30  | 26  | Team Bruichladdich Radical     | Radical SR9                     | LMP2  | 3:47.935 | 3:46.631 | +28.118 |
| 31  | 63  | Corvette Racing                | Chevrolet Corvette C6.R         | GT1   | 3:49.406 | 3:47.668 | +29.155 |
| 32  | 23  | Autocon Motorsports            | Creation CA07-Judd              | LMP1  | 3:56.108 | 3:47.695 | +29.182 |
| 33  | 50  | Larbre Compétition             | Saleen S7-R                     | GT1   | 3:50.920 | 3:47.761 | +29.248 |
| 34  | 44  | Kruse Schiller Motorsport      | Lola B05/40-Mazda MZR-R         | LMP2  | 3:47.802 | –        | +29.289 |
| 35  | 64  | Corvette Racing                | Chevrolet Corvette C6.R         | GT1   | 3:50.766 | 3:48.539 | +30.026 |
| 36  | 009 | Aston Martin Racing            | Aston Martin DBR9               | GT1   | 3:52.266 | 3:48.994 | +30.481 |
| 37  | 007 | Aston Martin Racing            | Aston Martin DBR9               | GT1   | 3:52.527 | 3:49.060 | +30.547 |
| 38  | 55  | IPB Spartak Racing             | Lamborghini Murciélago R-GT     | GT1   | 3:52.175 | 3:53.000 | +33.662 |
| 39  | 72  | Luc Alphand Aventures          | Chevrolet Corvette C6.R         | GT1   | 3:53.990 | 3:52.993 | +34.480 |
| 40  | 59  | Team Modena                    | Aston Martin DBR9               | GT1   | 3:58.193 | 3:53.031 | +34.518 |
| 41  | 22  | Tōkai University YGK           | Courage-Oreca LC70-YGK          | LMP1  | 3:53.143 | –        | +34.630 |
| 42  | 53  | Vitaphone Racing Team          | Aston Martin DBR9               | GT1   | 3:57.371 | 3:53.475 | +34.962 |
| 43  | 73  | Luc Alphand Aventures          | Chevrolet Corvette C6.R         | GT1   | 3:55.736 | 3:58.025 | +37.223 |
| 44  | 76  | IMSA Performance Matmut        | Porsche 997 GT3-RSR             | GT2   | 4:00.793 | 3:58.152 | +39.639 |
| 45  | 77  | Team Felbermayr-Proton         | Porsche 997 GT3-RSR             | GT2   | 4:02.517 | 3:59.072 | +40.559 |
| 46  | 96  | Virgo Motorsport               | Ferrari F430 GT2                | GT2   | 4:01.293 | 3:59.820 | +41.307 |
| 47  | 80  | Flying Lizard Motorsports      | Porsche 997 GT3-RSR             | GT2   | 4:00.106 | 4:02.799 | +41.593 |
| 48  | 90  | Farnbacher Racing              | Ferrari F430 GT2                | GT2   | 4:05.098 | 4:01.464 | +42.951 |
| 49  | 82  | Risi Competizione              | Ferrari F430 GT2                | GT2   | 4:01.598 | 4:02.412 | +43.085 |
| 50  | 97  | BMS Scuderia Italia            | Ferrari F430 GT2                | GT2   | 4:02.080 | 4:03.109 | +43.577 |
| 51  | 99  | JMB Racing                     | Ferrari F430 GT2                | GT2   | 4:03.293 | 4:14.033 | +44.780 |
| 52  | 85  | Snoras Spyker Squadron         | Spyker C8 Laviolette GT2-R-Audi | GT2   | 4:05.096 | 4:03.641 | +45.138 |
| 53  | 78  | AF Corse                       | Ferrari F430 GT2                | GT2   | 4:05.660 | 4:03.810 | +45.297 |
| 54  | 83  | Risi Competizione              | Ferrari F430 GT2                | GT2   | 4:07.978 | 4:04.515 | +46.002 |
| 55  | 94  | Speedy Racing Team             | Spyker C8 Laviolette GT2-R-Audi | GT2   | 4:11.564 | 4:08.284 | +49.771 |

## Resultados de la carrera
Los ganadores de cada clase están marcados en negrita. Los coches que no completaron el 70% de la distancia del ganador o terminen la carrera (No Terminaron / DNF) están marcados como No Clasificados (NC). (Los coches marcados como NC se mueven a la parte posterior de la parrilla, independientemente del número de vueltas completadas.)
| Pos.   | Clase | No. | Equipo                                    | Pilotos                                                 | Chasis                               | Neu. | Vue. |
| Pos.   | Clase | No. | Equipo                                    | Pilotos                                                 | Motor                                | Neu. | Vue. |
| ------ | ----- | --- | ----------------------------------------- | ------------------------------------------------------- | ------------------------------------ | ---- | ---- |
| 1      | LMP1  | 2   | Audi Sport North America                  | Allan McNish Rinaldo Capello Tom Kristensen             | Audi R10 TDI                         | M    | 381  |
| 1      | LMP1  | 2   | Audi Sport North America                  | Allan McNish Rinaldo Capello Tom Kristensen             | Audi TDI 5.5 L Turbo V12 (Diesel)    | M    | 381  |
| 2      | LMP1  | 7   | Team Peugeot Total                        | Nicolas Minassian Marc Gené Jacques Villeneuve          | Peugeot 908 HDI FAP                  | M    | 381  |
| 2      | LMP1  | 7   | Team Peugeot Total                        | Nicolas Minassian Marc Gené Jacques Villeneuve          | Peugeot HDi 5.5 L Turbo V12 (Diesel) | M    | 381  |
| 3      | LMP1  | 9   | Peugeot Sport Total                       | Franck Montagny Ricardo Zonta Christian Klien           | Peugeot 908 HDI FAP                  | M    | 379  |
| 3      | LMP1  | 9   | Peugeot Sport Total                       | Franck Montagny Ricardo Zonta Christian Klien           | Peugeot HDi 5.5 L Turbo V12 (Diesel) | M    | 379  |
| 4      | LMP1  | 3   | Audi Sport Team Joest                     | Mike Rockenfeller Lucas Luhr Alexandre Prémat           | Audi R10 TDI                         | M    | 374  |
| 4      | LMP1  | 3   | Audi Sport Team Joest                     | Mike Rockenfeller Lucas Luhr Alexandre Prémat           | Audi TDI 5.5 L Turbo V12 (Diesel)    | M    | 374  |
| 5      | LMP1  | 8   | Team Peugeot Total                        | Stéphane Sarrazin Pedro Lamy Alexander Wurz             | Peugeot 908 HDI FAP                  | M    | 368  |
| 5      | LMP1  | 8   | Team Peugeot Total                        | Stéphane Sarrazin Pedro Lamy Alexander Wurz             | Peugeot HDi 5.5 L Turbo V12 (Diesel) | M    | 368  |
| 6      | LMP1  | 1   | Audi Sport North America                  | Frank Biela Marco Werner Emanuele Pirro                 | Audi R10 TDI                         | M    | 367  |
| 6      | LMP1  | 1   | Audi Sport North America                  | Frank Biela Marco Werner Emanuele Pirro                 | Audi TDI 5.5 L Turbo V12 (Diesel)    | M    | 367  |
| 7      | LMP1  | 17  | Pescarolo Sport                           | Christophe Tinseau Benoît Tréluyer Harold Primat        | Pescarolo 01                         | M    | 362  |
| 7      | LMP1  | 17  | Pescarolo Sport                           | Christophe Tinseau Benoît Tréluyer Harold Primat        | Judd GV5.5 S2 5.5 L V10              | M    | 362  |
| 8      | LMP1  | 5   | Team Oreca-Matmut                         | Soheil Ayari Loïc Duval Laurent Groppi                  | Courage-Oreca LC70                   | M    | 357  |
| 8      | LMP1  | 5   | Team Oreca-Matmut                         | Soheil Ayari Loïc Duval Laurent Groppi                  | Judd GV5.5 S2 5.5 L V10              | M    | 357  |
| 9      | LMP1  | 10  | Charouz Racing System Aston Martin Racing | Jan Charouz Tomáš Enge Stefan Mücke                     | Lola B08/60                          | M    | 354  |
| 9      | LMP1  | 10  | Charouz Racing System Aston Martin Racing | Jan Charouz Tomáš Enge Stefan Mücke                     | Aston Martin 6.0L V12                | M    | 354  |
| 10     | LMP2  | 34  | Van Merksteijn Motorsport                 | Peter van Merksteijn Jeroen Bleekemolen Jos Verstappen  | Porsche RS Spyder Evo                | M    | 354  |
| 10     | LMP2  | 34  | Van Merksteijn Motorsport                 | Peter van Merksteijn Jeroen Bleekemolen Jos Verstappen  | Porsche MR6 3.4 L V8                 | M    | 354  |
| 11     | LMP1  | 18  | Rollcentre Racing                         | João Barbosa Stéphan Grégoire Vanina Ickx               | Pescarolo 01                         | D    | 352  |
| 11     | LMP1  | 18  | Rollcentre Racing                         | João Barbosa Stéphan Grégoire Vanina Ickx               | Judd GV5.5 S2 5.5 L V10              | D    | 352  |
| 12     | LMP2  | 31  | Team Essex                                | Casper Elgaard John Nielsen Sascha Maassen              | Porsche RS Spyder Evo                | D    | 347  |
| 12     | LMP2  | 31  | Team Essex                                | Casper Elgaard John Nielsen Sascha Maassen              | Porsche MR6 3.4 L V8                 | D    | 347  |
| 13     | GT1   | 009 | Aston Martin Racing                       | David Brabham Antonio García Darren Turner              | Aston Martin DBR9                    | M    | 344  |
| 13     | GT1   | 009 | Aston Martin Racing                       | David Brabham Antonio García Darren Turner              | Aston Martin 6.0 L V12               | M    | 344  |
| 14     | GT1   | 63  | Corvette Racing                           | Johnny O'Connell Jan Magnussen Ron Fellows              | Chevrolet Corvette C6.R              | M    | 344  |
| 14     | GT1   | 63  | Corvette Racing                           | Johnny O'Connell Jan Magnussen Ron Fellows              | Chevrolet LS7.R 7.0 L V8             | M    | 344  |
| 15     | GT1   | 64  | Corvette Racing                           | Oliver Gavin Olivier Beretta Max Papis                  | Chevrolet Corvette C6.R              | M    | 341  |
| 15     | GT1   | 64  | Corvette Racing                           | Oliver Gavin Olivier Beretta Max Papis                  | Chevrolet LS7.R 7.0 L V8             | M    | 341  |
| 16     | GT1   | 007 | Aston Martin Racing                       | Heinz-Harald Frentzen Andrea Piccini Karl Wendlinger    | Aston Martin DBR9                    | M    | 339  |
| 16     | GT1   | 007 | Aston Martin Racing                       | Heinz-Harald Frentzen Andrea Piccini Karl Wendlinger    | Aston Martin 6.0 L V12               | M    | 339  |
| 17     | GT1   | 72  | Luc Alphand Aventures                     | Luc Alphand Guillaume Moreau Jérôme Policand            | Chevrolet Corvette C6.R              | M    | 335  |
| 17     | GT1   | 72  | Luc Alphand Aventures                     | Luc Alphand Guillaume Moreau Jérôme Policand            | Chevrolet LS7.R 7.0 L V8             | M    | 335  |
| 18     | LMP2  | 35  | Saulnier Racing                           | Pierre Ragues Matthieu Lahaye Cheng Congfu              | Pescarolo 01                         | M    | 333  |
| 18     | LMP2  | 35  | Saulnier Racing                           | Pierre Ragues Matthieu Lahaye Cheng Congfu              | Judd DB 3.4 L V8                     | M    | 333  |
| 19     | GT2   | 82  | Risi Competizione                         | Gianmaria Bruni Mika Salo Jaime Melo                    | Ferrari F430 GT2                     | M    | 326  |
| 19     | GT2   | 82  | Risi Competizione                         | Gianmaria Bruni Mika Salo Jaime Melo                    | Ferrari 4.0 L V8                     | M    | 326  |
| 20     | LMP2  | 40  | Quifel ASM Team                           | Miguel Amaral Olivier Pla Guy Smith                     | Lola B05/40                          | D    | 325  |
| 20     | LMP2  | 40  | Quifel ASM Team                           | Miguel Amaral Olivier Pla Guy Smith                     | AER P07 2.0 L Turbo I4               | D    | 325  |
| 21     | GT1   | 73  | Luc Alphand Aventures                     | Jean-Luc Blanchemain Laurent Pasquali Patrice Goueslard | Chevrolet Corvette C6.R              | M    | 325  |
| 21     | GT1   | 73  | Luc Alphand Aventures                     | Jean-Luc Blanchemain Laurent Pasquali Patrice Goueslard | Chevrolet LS7.R 7.0 L V8             | M    | 325  |
| 22     | GT2   | 97  | BMS Scuderia Italia                       | Matteo Malucelli Paolo Ruberti Fabio Babini             | Ferrari F430 GT2                     | P    | 318  |
| 22     | GT2   | 97  | BMS Scuderia Italia                       | Matteo Malucelli Paolo Ruberti Fabio Babini             | Ferrari 4.0 L V8                     | P    | 318  |
| 23     | GT2   | 90  | Farnbacher Racing                         | Pierre Ehret Pierre Kaffer Lars-Erik Nielsen            | Ferrari F430 GT2                     | D    | 317  |
| 23     | GT2   | 90  | Farnbacher Racing                         | Pierre Ehret Pierre Kaffer Lars-Erik Nielsen            | Ferrari 4.0 L V8                     | D    | 317  |
| 24     | LMP1  | 14  | Creation Autosportif                      | Stuart Hall Johnny Mowlem Marc Goossens                 | Creation CA07                        | D    | 316  |
| 24     | LMP1  | 14  | Creation Autosportif                      | Stuart Hall Johnny Mowlem Marc Goossens                 | AIM (Judd) YS5.5 5.5 L V10           | D    | 316  |
| 25     | GT2   | 99  | JMB Racing Aucott Racing                  | Ben Aucott Alain Ferté Stéphane Daoudi                  | Ferrari F430 GT2                     | M    | 312  |
| 25     | GT2   | 99  | JMB Racing Aucott Racing                  | Ben Aucott Alain Ferté Stéphane Daoudi                  | Ferrari 4.0 L V8                     | M    | 312  |
| 26     | LMP1  | 4   | Saulnier Racing                           | Jacques Nicolet Marc Faggionato Richard Hein            | Pescarolo 01                         | M    | 311  |
| 26     | LMP1  | 4   | Saulnier Racing                           | Jacques Nicolet Marc Faggionato Richard Hein            | Judd GV5.5 S2 5.5 L V10              | M    | 311  |
| 27     | GT2   | 77  | Team Felbermayr-Proton                    | Horst Felbermayr, Sr. Alex Davison Wolf Henzler         | Porsche 997 GT3-RSR                  | M    | 309  |
| 27     | GT2   | 77  | Team Felbermayr-Proton                    | Horst Felbermayr, Sr. Alex Davison Wolf Henzler         | Porsche 3.8 L Flat-6                 | M    | 309  |
| 28     | GT1   | 50  | Larbre Compétition                        | Christophe Bouchut David Smet Patrick Bornhauser        | Saleen S7-R                          | M    | 306  |
| 28     | GT1   | 50  | Larbre Compétition                        | Christophe Bouchut David Smet Patrick Bornhauser        | Ford 7.0 L V8                        | M    | 306  |
| 29     | LMP2  | 32  | Barazi-Epsilon                            | Michael Vergers Juan Barazi Stuart Moseley              | Zytek 07S/2                          | M    | 304  |
| 29     | LMP2  | 32  | Barazi-Epsilon                            | Michael Vergers Juan Barazi Stuart Moseley              | Zytek ZG348 3.4 L V8                 | M    | 304  |
| 30     | GT1   | 59  | Team Modena                               | Terry Borcheller Christian Fittipaldi Jos Menten        | Aston Martin DBR9                    | M    | 302  |
| 30     | GT1   | 59  | Team Modena                               | Terry Borcheller Christian Fittipaldi Jos Menten        | Aston Martin 6.0 L V12               | M    | 302  |
| 31     | LMP2  | 26  | Team Bruichladdich Radical                | Marc Rostan Gunnar Jeannette Ben Devlin                 | Radical SR9                          | D    | 297  |
| 31     | LMP2  | 26  | Team Bruichladdich Radical                | Marc Rostan Gunnar Jeannette Ben Devlin                 | AER P07 2.0 L Turbo I4               | D    | 297  |
| 32     | GT2   | 80  | Flying Lizard Motorsports                 | Jörg Bergmeister Johannes van Overbeek Seth Neiman      | Porsche 997 GT3-RSR                  | M    | 289  |
| 32     | GT2   | 80  | Flying Lizard Motorsports                 | Jörg Bergmeister Johannes van Overbeek Seth Neiman      | Porsche 3.8 L Flat-6                 | M    | 289  |
| 33     | LMP1  | 11  | Dome Racing Team                          | Tatsuya Kataoka Yuji Tachikawa Daisuke Itō              | Dome S102                            | M    | 272  |
| 33     | LMP1  | 11  | Dome Racing Team                          | Tatsuya Kataoka Yuji Tachikawa Daisuke Itō              | Judd GV5.5 S2 5.5 L V10              | M    | 272  |
| 34 NC  | GT1   | 55  | IPB Spartak Racing Reiter Engineering     | Peter Kox Mike Hezemans Roman Rusinov                   | Lamborghini Murciélago R-GT          | M    | 266  |
| 34 NC  | GT1   | 55  | IPB Spartak Racing Reiter Engineering     | Peter Kox Mike Hezemans Roman Rusinov                   | Lamborghini L535 6.0 L V12           | M    | 266  |
| 35 NC  | LMP1  | 24  | Terramos                                  | Yojiro Terada Hiroki Katoh Kazuho Takahashi             | Courage LC70                         | M    | 224  |
| 35 NC  | LMP1  | 24  | Terramos                                  | Yojiro Terada Hiroki Katoh Kazuho Takahashi             | Mugen MF408S 4.0 L V8                | M    | 224  |
| 36 DNF | GT2   | 96  | Virgo Motorsport                          | Rob Bell Tim Mullen Tim Sugden                          | Ferrari F430 GT2                     | D    | 289  |
| 36 DNF | GT2   | 96  | Virgo Motorsport                          | Rob Bell Tim Mullen Tim Sugden                          | Ferrari 4.0 L V8                     | D    | 289  |
| 37 DNF | LMP1  | 16  | Pescarolo Sport                           | Emmanuel Collard Jean-Christophe Boullion Romain Dumas  | Pescarolo 01                         | M    | 238  |
| 37 DNF | LMP1  | 16  | Pescarolo Sport                           | Emmanuel Collard Jean-Christophe Boullion Romain Dumas  | Judd GV5.5 S2 5.5 L V10              | M    | 238  |
| 38 DNF | LMP1  | 23  | Autocon Motorsports Creation Autosportif  | Bryan Willman Michael Lewis Chris McMurry               | Creation CA07                        | D    | 224  |
| 38 DNF | LMP1  | 23  | Autocon Motorsports Creation Autosportif  | Bryan Willman Michael Lewis Chris McMurry               | Judd GV5 5.0 L V10                   | D    | 224  |
| 39 DNF | LMP2  | 45  | Embassy Racing                            | Warren Hughes Jonny Kane Joey Foster                    | Embassy WF01                         | M    | 213  |
| 39 DNF | LMP2  | 45  | Embassy Racing                            | Warren Hughes Jonny Kane Joey Foster                    | Zytek ZG348 3.4 L V8                 | M    | 213  |
| 40 DNF | LMP2  | 33  | Speedy Racing Team Sebah Automotive       | Steve Zacchia Andrea Belicchi Xavier Pompidou           | Lola B08/80                          | M    | 194  |
| 40 DNF | LMP2  | 33  | Speedy Racing Team Sebah Automotive       | Steve Zacchia Andrea Belicchi Xavier Pompidou           | Judd DB 3.4 L V8                     | M    | 194  |
| 41 DNF | LMP1  | 20  | Epsilon Euskadi                           | Ángel Burgueño Miguel Ángel de Castro Adrián Vallés     | Epsilon Euskadi ee1                  | M    | 189  |
| 41 DNF | LMP1  | 20  | Epsilon Euskadi                           | Ángel Burgueño Miguel Ángel de Castro Adrián Vallés     | Judd GV5.5 S2 5.5 L V10              | M    | 189  |
| 42 DNF | LMP1  | 22  | Tōkai University YGK Power                | Toshio Suzuki Haruki Kurosawa Masami Kageyama           | Courage-Oreca LC70                   | Y    | 185  |
| 42 DNF | LMP1  | 22  | Tōkai University YGK Power                | Toshio Suzuki Haruki Kurosawa Masami Kageyama           | YGK YR40T 4.0 L Turbo V8             | Y    | 185  |
| 43 DNF | LMP1  | 21  | Epsilon Euskadi                           | Shinji Nakano Stefan Johansson Jean-Marc Gounon         | Epsilon Euskadi ee1                  | M    | 158  |
| 43 DNF | LMP1  | 21  | Epsilon Euskadi                           | Shinji Nakano Stefan Johansson Jean-Marc Gounon         | Judd GV5.5 S2 5.5 L V10              | M    | 158  |
| 44 DNF | LMP1  | 6   | Team Oreca-Matmut                         | Marcel Fässler Olivier Panis Simon Pagenaud             | Courage-Oreca LC70                   | M    | 147  |
| 44 DNF | LMP1  | 6   | Team Oreca-Matmut                         | Marcel Fässler Olivier Panis Simon Pagenaud             | Judd GV5.5 S2 5.5 L V10              | M    | 147  |
| 45 DNF | LMP2  | 44  | Kruse Schiller Motorsport                 | Jean de Pourtales Hideki Noda Allan Simonsen            | Lola B05/40                          | D    | 147  |
| 45 DNF | LMP2  | 44  | Kruse Schiller Motorsport                 | Jean de Pourtales Hideki Noda Allan Simonsen            | Mazda MZR-R 2.0 L Turbo I4           | D    | 147  |
| 46 DNF | LMP1  | 12  | Charouz Racing System Team Cytosport      | Greg Pickett Klaus Graf Jan Lammers                     | Lola B07/17                          | M    | 146  |
| 46 DNF | LMP1  | 12  | Charouz Racing System Team Cytosport      | Greg Pickett Klaus Graf Jan Lammers                     | Judd GV5.5 S2 5.5 L V10              | M    | 146  |
| 47 DNF | GT2   | 78  | AF Corse                                  | Thomas Biagi Toni Vilander Christian Montanari          | Ferrari F430 GT2                     | M    | 111  |
| 47 DNF | GT2   | 78  | AF Corse                                  | Thomas Biagi Toni Vilander Christian Montanari          | Ferrari 4.0 L V8                     | M    | 111  |
| 48 DNF | LMP2  | 25  | Ray Mallock Ltd. (RML)                    | Andy Wallace Mike Newton Thomas Erdos                   | MG-Lola EX265                        | M    | 100  |
| 48 DNF | LMP2  | 25  | Ray Mallock Ltd. (RML)                    | Andy Wallace Mike Newton Thomas Erdos                   | MG (AER) XP21 2.0 L Turbo I4         | M    | 100  |
| 49 DNF | LMP1  | 19  | Chamberlain-Synergy Motorsport            | Bob Berridge Gareth Evans Amanda Stretton               | Lola B06/10                          | D    | 87   |
| 49 DNF | LMP1  | 19  | Chamberlain-Synergy Motorsport            | Bob Berridge Gareth Evans Amanda Stretton               | AER P32C 4.0 L Turbo V8              | D    | 87   |
| 50 DNF | GT1   | 53  | Vitaphone Racing Team Strakka Racing      | Peter Hardman Nick Leventis Alexandre Negrão            | Aston Martin DBR9                    | M    | 82   |
| 50 DNF | GT1   | 53  | Vitaphone Racing Team Strakka Racing      | Peter Hardman Nick Leventis Alexandre Negrão            | Aston Martin 6.0 L V12               | M    | 82   |
| 51 DNF | GT2   | 94  | Speedy Racing Team                        | Andrea Chiesa Iradj Alexander Benjamin Leuenberger      | Spyker C8 Laviolette GT2-R           | M    | 72   |
| 51 DNF | GT2   | 94  | Speedy Racing Team                        | Andrea Chiesa Iradj Alexander Benjamin Leuenberger      | Audi 4.0 L V8                        | M    | 72   |
| 52 DNF | GT2   | 85  | Snoras Spyker Squadron                    | Ralf Kelleners Alexey Vasilyev Peter Dumbreck           | Spyker C8 Laviolette GT2-R           | M    | 43   |
| 52 DNF | GT2   | 85  | Snoras Spyker Squadron                    | Ralf Kelleners Alexey Vasilyev Peter Dumbreck           | Audi 4.0 L V8                        | M    | 43   |
| 53 DNF | GT2   | 76  | IMSA Performance Matmut                   | Raymond Narac Patrick Long Richard Lietz                | Porsche 997 GT3-RSR                  | M    | 26   |
| 53 DNF | GT2   | 76  | IMSA Performance Matmut                   | Raymond Narac Patrick Long Richard Lietz                | Porsche 3.8 L Flat-6                 | M    | 26   |
| 54 DNF | LMP2  | 41  | Trading Performance                       | Karim Ojjeh Claude-Yves Gosselin Adam Sharpe            | Zytek 07S/2                          | M    | 22   |
| 54 DNF | LMP2  | 41  | Trading Performance                       | Karim Ojjeh Claude-Yves Gosselin Adam Sharpe            | Zytek ZG348 3.4 L V8                 | M    | 22   |
| 55 DNF | GT2   | 83  | Risi Competizione Krohn Racing            | Tracy Krohn Niclas Jönsson Eric van de Poele            | Ferrari F430 GT2                     | M    | 12   |
| 55 DNF | GT2   | 83  | Risi Competizione Krohn Racing            | Tracy Krohn Niclas Jönsson Eric van de Poele            | Ferrari 4.0 L V8                     | M    | 12   |